# John Porter
John Porter (nacido el 11 de septiembre de 1947 en Leeds) es un músico y productor Inglés. 
Asistió a la St Michael's School, Allerton Grange, King's College y la Universidad de Newcastle. 
Si bien en Newcastle, Porter conoció al cantante Bryan Ferry, y fue parte de su banda en The Gas Board. Ferry más tarde con la banda Roxy Music logró algunos éxitos en la década de 1970, pero dado que había algunos problemas con los bajistas, invitó a Porter para grabar el álbum de 1973 por placer. No lo hizo en la gira del álbum, John Gustafson se hizo cargo de las funciones en vivo. Porter pasó a servir como un productor musical de muchos álbumes más tarde, de Roxy Music y Bryan Ferry. Porter se acredita con la producción de 4 álbumes de Liverpool's Watt en Matrix Studios en 1979. Desde entonces, ha reclamado que este es el punto culminante de su carrera. Él dijo sobre su carrera como productor: El hecho de que hubiera la oportunidad de trabajar con el legendario guitarrista Colin Buchanan "hizo mi día, de hecho, hizo toda mi carrera musical que valiera la pena."
Desde entonces, ha producido para Japan, The Smiths, Billy Bragg, School of Fish, B. B. King, Los Lonely Boys, Wonderland Buddy Guy, Ryan Adams, Missy Higgins Higgins y numerosas otras bandas. Lol Tolhurst, miembro fundador de The Cure, dijo que Porter era el productor para el segundo álbum grabado por su otra exbanda de Presence, que nunca ha sido lanzado.

## Discografía seleccionada
- 1975 Sunny Side of the Street - Bryn Haworth
- 1979 Quiet Life - Japan
- 1980 Gentlemen Take Polaroids - Japan
- 1984 The Smiths - The Smiths
- 1985 Hatful of Hollow - The Smiths
- 1985 Meat Is Murder - The Smiths ('How Soon Is Now?' solamente)
- 1986 The Queen Is Dead - The Smiths ('Frankly Mr Shankly' solamente)
- 1986 Talking With the Taxman About Poetry - Billy Bragg
- 1987 Eye of the Hurricane - The Alarm
- 1987 Louder than Bombs - The Smiths
- 1987 The World Won't Listen - The Smiths)
- 1991 Three Strange Days - School of Fish
- 1991 Damn Right I've Got the Blues - Buddy Guy (Ganador del Grammy)
- 1992 Drenched - Miracle Legion
- 1992 Best...I - The Smiths
- 1992 ...Best II - The Smiths
- 1993 Dancing the Blues - Taj Mahal (Nominado al Grammy)
- 1993 Feels Like Rain - Buddy Guy (Ganador del Grammy)
- 1994 Ain't Enough Comin' In - Otis Rush (Nominado al Grammy)
- 1994 Keb' Mo' - Keb' Mo' (Nominado al Grammy)
- 1994 Meet Me at Midnite - Maria Muldaur (Nominado al Grammy)
- 1994 Return to the Valley of the Go-Go's - The Go-Go's
- 1994 Simpatico - Velocity Girl
- 1995 Good Girl - The Go-Go's
- 1995 The Singles - The Smiths (selección de canciones solamente)
- 1995 Sweet and Tender Hooligan - The Smiths
- 1996 Just Like You - Keb' Mo' (Ganador del Grammy)
- 1996 No Day - Moe.
- 1996 Phantom Blues - Taj Mahal (Ganador del Grammy)
- 1997 Blues For the Lost Days - John Mayall
- 1997 Deuces Wild - B. B. King (Nominado al Grammy)
- 1997 Senor Blues - Taj Mahal (Ganador del Grammy)
- 1998 Smile Like Yours - John Lee Hooker
- 1998 Blues on the Bayou - B.B.King (Ganador del Grammy)
- 1998 Silver Tones: The Best of John Mayall - John Mayall
- 1999 Moonburn - Jon Cleary & the Absolute Monster Gentlemen
- 1999 Preaching to the Converted - Billy Bragg
- 1999 Time to Burn - Jake Andrews
- 2000 End of Bliss - Wonderland
- 2000 Makin' Love is Good For You - B.B. King (Ganador del Grammy)
- 2000 Wish I Was In Heaven Sitting Down - R. L. Burnside (Nominado al Grammy)
- 2001 Dot Com Blues - Jimmy Smith (Nominado al Grammy)
- 2001 Double Dealin'  - Lucky Peterson (Nominado al Grammy)
- 2001 Down to Earth (Limited Edition) - Ozzy Osbourne
- 2002 Dirty Sexy Nights in Paris - Audiovent
- 2002 Jon Cleary and the Absolute Monster Gentlemen - Jon Cleary and the Absolute Monster Gentlemen
- 2003 Los Lonely Boys - Los Lonely Boys (Ganador del Grammy)
- 2003 Love is Hell Pt. 1 & 2 - Ryan Adams (Nominado al Grammy)
- 2003 Martin Scorsese Presents the Blues - Red, White, and Blues (Nominado al Grammy)
- 2003 Punch Clock - Elvis Costello
- 2004 Heaven - Los Lonely Boys (Nominado al Grammy)
- 2004 Keep it Simple - Keb' Mo' (Gandor del Grammy)
- 2004 Pin Your Spin - Jon Cleary and the Absolute Monster Gentlemen
- 2005 All That I Am - Carlos Santana
- 2005 Live At the Filmore - Los Lonely Boys
- 2005 Man Alive! - Stephen Stills
- 2005 The Sound of White - Missy Higgins
- 2006 No Doy/Tin Cans and Car Tires - Moe.
- 2006 Out of the Shadows - Phantom Blues Band
- 2006 Sacred - Los Lonely Boys
- 2006 Suitcase - Keb' Mo' (Nominado al Grammy)
- 2007 Painkiller - Tommy Castro
- 2007 So Many Nights - The Cat Empire